# TSV Grolland
Der TSV Grolland ist ein Sportverein aus dem Bremer Ortsteil Grolland. Die erste Fußballmannschaft spielte von 2014 bis 2018 in der Bremen-Liga.

## Geschichte
Der Huchtinger Ortsteil Grolland wuchs seit 1938 rasant. Der Verein wurde 1950 gegründet. Danach entstand das Vereinsheim Osterstader Straße 7 sowie die dortigen Sportplätze.

Aktueller Vorsitzende ist Dr. Stephan Schenk.

## Mitglieder und Sportangebote
Der Verein bietet in sieben Abteilungen die Sportarten Budo / Selbstverteidigung, Fußball, Kegeln, Schwimmen, Tischtennis, Turnen und Volleyball an.

## Sportanlagen
- Sportplatz Ochtumbrücke und Mehrzweckraum – Osterstader Str. 7
- Turnhallen Schule Brakkämpe in Grolland, Butjadinger Straße in der Neustadt und Obervielander Straße 76 in Huchting